# Bandeira de Maués (Amazonas)
A bandeira de Maués é um dos símbolos oficiais do município de Maués, no estado do Amazonas.

Em seu artigo 6º, a Lei Orgânica Municipal reconhece como símbolos do Município de Maués, representativos de sua cultura, história e economia: o Brasão, a Bandeira, o Hino de Maués, o Guaraná de Maués e, como evento oficial a
Festa do Guaraná.